# 钒酸盐

正钒酸根阴离子

钒酸盐是钒的含氧酸盐，一般情况下，钒酸盐的中心原子钒处于其最高氧化态+5。最简单的钒酸盐含有四面体的VO3−
4阴离子，称作正钒酸盐，存在于正钒酸钠和V2O5的强碱性（pH>13）溶液中。通常，该离子只表示出一个双键，但它是该离子的共振形式，因为离子是具有四个等价氧原子的正四面体。

## 钒酸盐溶液
五氧化二钒溶解于强碱性溶液中，得到无色的VO3−
4离子。酸化时，溶液的颜色逐渐变深，由橙色变为红色（pH≈7时）。在pH=2时，棕色的V2O5水合物沉淀出来，之后形成浅黄色的含[VO2(H2O)4]+离子的溶液。pH在2至13之间，钒酸根阴离子以不同的形式存在，浓度也会影响其存在形式。例如，钒酸盐的酸化会得到缩合产物：
- pH 9–12; HVO2−
4, V
2O4−
7
- pH 4–9; H
2VO−
4, V
4O4−
12, HV
10O5−
28
- pH 2–4; H3VO4, H
2V
10O4−
28